# Evgenija Rjabuškina
Evgenija Pavlovna Rjabuškina, coniugata Zarkovskaja (in russo Евгения Павловна Рябушкина-Зарковская?; Mosca, 21 novembre 1923 – 13 agosto 2018), è stata una cestista sovietica.
Era la sorella di Evdokija e Vera Rjabuškina.

## Carriera
Con l'Unione Sovietica ha disputato tre edizioni dei Campionati europei (1950, 1952, 1954).